# Manuel Hornos
Manuel Hornos (Entre Ríos, 18 de julio de 1807 - Buenos Aires, 15 de julio de 1871) fue un militar argentino que luchó en las guerras civiles argentinas del lado del partido unitario y en la guerra del Paraguay.

## Carrera militar
Era un pequeño estanciero que se enroló en el ejército de su provincia en la época del gobernador Lucio Norberto Mansilla y apoyó a su sucesor, Juan León Solas. Cuando este fue derrocado en 1830 huyó a Uruguay cruzando el río Uruguay a nado.
Durante la guerra civil estallada en Uruguay en 1836 luchó en las filas de Fructuoso Rivera, en las batallas de Carpintería y Palmar.
En 1840 se unió a la campaña del general Juan Lavalle contra los gobernadores de Buenos Aires, Juan Manuel de Rosas y de Entre Ríos, Pascual Echagüe. Lo acompañó en toda su campaña y tuvo una actuación valiosa en las derrotas de Quebracho Herrado y Famaillá.
Poco antes de la muerte de Lavalle, se unió al grupo de correntinos que cruzó el Chaco hacia Corrientes, y se unió a las fuerzas de José María Paz. Se destacó en la batalla de Caaguazú, que fue la derrota definitiva de Echagüe, y participó en la invasión de Paz a Entre Ríos. Regresó a Corrientes cuando Paz quedó aislado en Paraná y dirigió parte de la caballería correntina en la batalla de Arroyo Grande.
Después de esa derrota cruzó a Uruguay con Rivera, y venció en una pequeña batalla al general Eugenio Garzón, por lo que fue ascendido a coronel. En 1846, fue comandante de la ciudad de Paysandú por un corto tiempo, pero fue expulsado por Servando Gómez. Por mucho tiempo, Paysandú sería un importante bastión del partido blanco. El gobernador entrerriano Justo José de Urquiza le confiscó todos los bienes que tenía en la provincia de su mando. En 1848, a la caída de Rivera, huyó a Brasil.
Se unió al Ejército de Urquiza y luchó en la batalla de Caseros, el 3 de febrero de 1852. Permaneció en Buenos Aires y se unió a la revolución del 11 de septiembre. En noviembre de ese año dirigió una de las dos columnas porteñas que atacaron Entre Ríos. La otra iba al mando de Juan Madariaga, y fracasó rápidamente. Hornos, en cambio, logró llegar hasta las afueras de Concepción del Uruguay, donde fue derrotado por estudiantes del Colegio de esa ciudad. Se retiró a Corrientes, donde el gobernador Juan Pujol, que poco antes había prometido ayuda a la invasión, lo obligó a rendirse. Pasó al Brasil y  reembarcó hacia Buenos Aires. Fue nombrado comandante general de la provincia.
Un ejército al mando del general Jerónimo Costa invadió Buenos Aires desde Santa Fe. Hornos le salió al cruce antes de que pudiera unirse a los gauchos federales comprometidos, y lo derrotó el 8 de noviembre de 1854 en el río El Tala, cerca de Baradero. Después pasó a la lucha con los indios (en la que mostró ser muy poco hábil), como comandante de la frontera sur, con sede en Azul.
Luchó en la batalla de Cepeda y también en Pavón, como jefe de la caballería porteña. Después de esta última batalla, con la caballería que salvó del desastre, se atrincheró en Pergamino, donde  fueron a buscarle los federales. Cuando estaba por ser derrotado llegó la noticia de la retirada de Urquiza. Fue el jefe de la caballería que entró en Rosario poco después. Intentó convencer a Mitre de invadir Entre Ríos, pero este lo desautorizó, ya que tácitamente, Urquiza dejaría a Mitre invadir todo el país, a cambio de ser dejado en paz en Entre Ríos.
Al estallar la guerra del Paraguay fue el comandante de la caballería de avanzada denominada cuerpo de vanguardia, y participó en casi todas las batallas importantes. El cuerpo de vanguardia con la primera división al mando del general Nicanor Cáceres y la segunda división al mando del propio Hornos. Se destacó en la victoria crucial de Tuyutí, en noviembre de 1867, lo que le valió el ascenso al grado de general. Pero a partir de ese momento, la caballería argentina permaneció relativamente inactiva.
En 1870 se unió a las fuerzas que regresaban de la guerra con Paraguay para enfrentar la revolución de Ricardo López Jordán en Entre Ríos. Participó en un lugar secundario en varias batallas, ya que la caballería nacional no podía contra los eficaces jinetes entrerrianos. Por su mala salud pasó a retiro a fines de 1870. Después de la derrota de López Jordán se radicó un tiempo en Concepción del Uruguay. Pero el resto de su vida la pasó en Buenos Aires, dedicado sobre todo a correr carreras de caballos por apuestas.
Fue enterrado en el Cementerio de La Recoleta, dando Bartolomé Mitre el discurso fúnebre. Por Ley 3058, el 2 de octubre de 1907 se le donó un terreno en el Cementerio de La Plata, en el que se erigió una bóveda, a la que en 1915 fueron trasladaron sus restos. Se ignora el por qué de este traslado.

## Batallas
- Cruzada libertadora de Lavalle (2 de julio de 1839 a 9 de octubre de 1841)
  - Batalla de Yeruá (22 de septiembre de 1839)
  - Batalla de Don Cristóbal (10 de abril de 1840)
  - Batalla de Sauce Grande (16 de julio de 1840)
  - Batalla de Quebracho Herrado (28 de noviembre de 1840)
  - Batalla de Famaillá (19 de septiembre de 1841)
- Campaña libertadora de Corrientes
  - Batalla de Caaguazú (28 de noviembre de 1841)